# Agnieszka Radwańska
| Posities op de WTA-ranglijst Positie per einde seizoen: \| jaar \| rang enkelspel \| rang dubbelspel \| \| ---- \| -------------- \| --------------- \| \| 2004 \| 941 \| 871 \| \| 2005 \| 381 \| 293 \| \| 2006 \| 57 \| 212 \| \| 2007 \| 26 \| 71 \| \| 2008 \| 10 \| 60 \| \| 2009 \| 10 \| 46 \| \| 2010 \| 14 \| 27 \| \| 2011 \| 8 \| 16 \| \| 2012 \| 4 \| 100 \| \| 2013 \| 5 \| – \| \| 2014 \| 6 \| – \| \| 2015 \| 5 \| – \| \| 2016 \| 3 \| – \| \| 2017 \| 28 \| – \| \| 2018 \| 76 \| – \| |                |                 |
| jaar | rang enkelspel | rang dubbelspel |
| 2004 | 941            | 871             |
| 2005 | 381            | 293             |
| 2006 | 57             | 212             |
| 2007 | 26             | 71              |
| 2008 | 10             | 60              |
| 2009 | 10             | 46              |
| 2010 | 14             | 27              |
| 2011 | 8              | 16              |
| 2012 | 4              | 100             |
| 2013 | 5              | –               |
| 2014 | 6              | –               |
| 2015 | 5              | –               |
| 2016 | 3              | –               |
| 2017 | 28             | –               |
| 2018 | 76             | –               |

Agnieszka Roma Radwańska (uitspraak: Ahnjèsjka) (Krakau, 6 maart 1989) is een voormalig tennisspeelster uit Polen. Ze is de eerste Poolse tennisser die meer dan een miljoen dollar verdiende op de baan. Zij was de eerste Poolse tennisspeelster die een WTA-titel in het enkelspel op haar naam wist te schrijven. Agnieszka Radwańska is de oudere zus van proftennisspeelster, Urszula Radwańska. Op 22 juli 2017 trad zij in het huwelijk met Dawid Celt, haar trainingsmaatje met wie zij al jaren bevriend was. Op 14 november 2018 beëindigde zij haar loopbaan. In juli 2020 schonk Radwańska het leven aan een zoon, Jakub.

## Loopbaan

### 2005–2007
Radwańska won het juniorentoernooi van Wimbledon in 2005. In de finale versloeg zij de Oostenrijkse Tamira Paszek.
Ook won zij het juniorentoernooi van Roland Garros, ditmaal in 2006. In de finale versloeg zij de Russin Anastasija Pavljoetsjenkova. Zij werd de allereerste Poolse tennisspeelster die een WTA-toernooi won, namelijk het toernooi van Stockholm in 2007. Op het US Open van dat jaar liet zij opnieuw van zich horen door in de derde ronde Maria Sjarapova (WTA-2) in drie sets te verslaan. Een ronde later verloor zij echter van de Israëlische Shahar Peer (WTA-19). In oktober kende zij opnieuw groot succes door op het Tier I-toernooi van Zürich door te stoten tot de kwartfinale. Hierin verloor zij van het toenmalig nummer één Justine Henin. Door deze prestatie schoot zij voor het eerst de top 30 van de wereldranglijst binnen.

### 2008
2008 werd het jaar van de doorbraak voor Agnieszka Radwańska. Op het Australian Open stootte zij door tot de kwartfinale. Op haar parcours stuntte zij tegen de Russin Svetlana Koeznetsova, op dat moment nummer twee van de wereld. In de kwartfinale was de Slowaakse Daniela Hantuchová te sterk. In februari 2008 won Radwańska haar tweede WTA-titel door het Tier IV-toernooi van Pattaya op haar naam te schrijven. Door deze zege rukte zij op naar de twintigste plaats op de wereldranglijst. Op het Tier I-toernooi van Doha verloor zij pas in de halve finale. Een tweede keer winnen van Maria Sjarapova zat er niet in, zij verloor in twee sets van de Russin. Op het Tier I-toernooi van Indian Wells viel het doek pas in de kwartfinale. Zij verloor van Svetlana Koeznetsova in twee sets. Eind mei won Radwańska, die intussen de top 15 van de wereld had bereikt, voor de derde keer in haar loopbaan een WTA-toernooi. Op het Tier III-toernooi van Istanbul versloeg zij in de finale Jelena Dementjeva. Een week later verloor zij in de vierde ronde van Roland Garros van Jelena Janković. Eind juni kende Radwańska haar grootste succes tot nog toe in haar carrière. Zij schreef het Tier II-toernooi van Eastbourne op haar naam door in de finale te winnen van Nadja Petrova. Radwańska deed het dit jaar goed op gras. Zij bereikte de kwartfinale op Wimbledon waarin zij haar meerdere moest erkennen in Serena Williams. Door deze prestatie mocht Radwańska zich tot de beste tien speelsters van de wereld rekenen. Begin augustus probeerde zij haar titel te verdedigen in Stockholm, maar dit zonder succes. Zij verloor in de halve finale vrij kansloos van de latere winnares Caroline Wozniacki. Op het US Open werd de vierde ronde haar eindstation – zij verloor van de Amerikaanse Venus Williams in twee korte sets. Eind oktober bereikte Radwańska de halve finale op het Tier II-toernooi in het Oostenrijkse Linz. Hierin moest zij nipt de duimen leggen voor Ana Ivanović. In laatste instantie werd Radwańska opgeroepen om nog één wedstrijd te spelen op de WTA Tour Championships, waar zij de geblesseerde Ana Ivanović verving. Radwańska won haar wedstrijd tegen Svetlana Koeznetsova in twee sets, maar dit volstond niet om door te stoten naar de halve finale.

### 2009
Radwańska begon het jaar met wisselend succes. Op het toernooi van Sydney bereikte zij de kwartfinale. Hierin verloor zij van de latere winnares Jelena Dementjeva. Op het Australian Open ging het minder goed. Zij mocht meteen haar koffers pakken na verlies in de eerste ronde tegen de Oekraïense Kateryna Bondarenko. Op Roland Garros bereikte zij de vierde ronde, die zij in drie sets verloor tegen de latere winnares van het toernooi, Svetlana Koeznetsova. Op Wimbledon bereikte zij de kwartfinale, waarin zij werd verslagen door Venus Williams met 6-1 en 6-2. Op het US Open werd zij al in de tweede ronde uitgeschakeld door Maria Kirilenko in drie sets met 6-4, 2-6 en 6-4. Haar eerste WTA-finaleplaats van het jaar kwam er op het WTA-toernooi van Peking. Zij moest het opnemen tegen de Russin Svetlana Koeznetsova. Zij verloor in twee sets. Door het bereiken van de finale in Peking behoorde zij weer tot de top tien van de wereld. Op deze positie zou Radwańska voor de tweede keer op rij het jaar afsluiten. Net als het jaar voordien kon Radwańska deelnemen aan de WTA Tour Championships omdat een andere speelster moest opgeven. Zij verving voor één wedstrijd Vera Zvonarjova, die zelf al de vervangster was van de geblesseerde Dinara Safina. Radwańska won haar wedstrijd tegen de Wit-Russin Viktoryja Azarenka, maar dit volstond niet om door te stoten naar de halve finale.

### 2010
In 2010 bereikte Radwańska de derde ronde op het Australian Open – hierin werd zij ietwat verrassend geklopt door Francesca Schiavone. Ook op Roland Garros werd Radwańska al snel uitgeschakeld – zij verloor in de tweede ronde van de Kazachse Jaroslava Sjvedova. Tussendoor presteerde Radwańska wel behoorlijk met een kwartfinale in Miami en halve finales in Dubai en Indian Wells. Op Wimbledon bereikte zij de vierde ronde. Zij moest hierin de duimen leggen voor de Chinese Li Na in twee sets. In augustus bereikte Radwańska voor het eerst sinds oktober 2009 nog eens de finale van een WTA-toernooi. In San Diego moest zij haar meerdere erkennen in Svetlana Koeznetsova na drie sets. Op het US Open mocht Radwańska net als het jaar voordien haar koffers al pakken na de tweede ronde. Zij verloor in drie sets van de Chinese Peng Shuai. Toen Radwańska op 4 oktober in de eerste ronde van het WTA-toernooi van Peking een lange partij tegen de Duitse Angelique Kerber verloor, besloot zij dat haar seizoen voorbij was. Zij had te veel last van een stressfractuur in haar voet. Zij beëindigde het seizoen op een veertiende plaats op de wereldranglijst.

### 2011
Radwańska raakte net op tijd klaar met revalideren om te kunnen deelnemen aan het Australian Open. Haar beperkte voorbereiding in aanmerking genomen, presteerde zij er uitstekend. Zij bereikte de kwartfinale die zij in twee sets verloor van de latere winnares Kim Clijsters. Met Daniela Hantuchová won zij de dubbelspeltitel op het WTA-toernooi van Miami door de finale in de derde set te winnen van Liezel Huber en Nadja Petrova. Op Roland Garros bereikte zij de vierde ronde, waarin zij werd uitgeschakeld door Maria Sjarapova. Op Wimbledon strandde zij in de tweede ronde. In augustus won zij het WTA-toernooi van Carlsbad door Vera Zvonarjova in twee sets te verslaan. De week erna, op het WTA-toernooi van Toronto, bereikte zij de halve finale waar zij het in een driesetter moest afleggen tegen Samantha Stosur. Na een tegenvallende tweede ronde in het enkelspel – maar een goede halve finale in het dubbelspel – op het US Open, won zij het WTA-toernooi van Tokio door nogmaals Vera Zvonarjova in twee sets te verslaan. De week daarop won zij opnieuw een titel, op het WTA-toernooi van Peking – zij versloeg Andrea Petković in drie sets. Zij eindigde het seizoen op de achtste positie op de wereldranglijst.

### 2012
In het Australische seizoen bereikte Radwańska in Sydney de halve finale, door in de kwartfinale de nummer één Caroline Wozniacki naar huis te sturen – vervolgens verloor zij van Viktoryja Azarenka. Ook op het Australian Open stuitte zij (nu in de kwartfinale) op Azarenka, toen nog nummer drie, die door toernooiwinst naar de eerste plaats van de wereldranglijst zou stijgen. Ook in Doha was het Azarenka die, in de halve finale, Radwańska naar huis stuurde. De week daarna in Dubai, waar Azarenka door blessure afwezig was, wist Radwańska de finale te bereiken, en vervolgens door winst op Julia Görges haar eerste titel van het seizoen te bemachtigen. Na een kwartfinaleplaats in Indian Wells (alweer Azarenka die haar blokkeerde), was zij in Miami goed op dreef – inmiddels gestegen naar de vierde plaats op de wereldranglijst, bereikte zij de finale waar zij de nummer twee Maria Sjarapova versloeg en haar tweede titel van het seizoen binnenhaalde. In april en mei was het in Stuttgart (halve finale) en Madrid (halve finale) alweer Azarenka die haar verdere opmars belemmerde. Op het toernooi van Brussel, waar Radwańska als eerste was geplaatst, behaalde zij haar derde, en laatste, titel van 2012. Zij steeg hiermee naar de derde plek op de wereldranglijst. Na een teleurstellende derderondeplaats op Roland Garros, bereikte zij op Wimbledon de finale – hoewel zij die verloor van Serena Williams, leverde het toch een stijging op naar de tweede positie op de wereldranglijst, haar hoogste ranking die zij tot op heden(februari 2017) bereikte. De tweede helft van het jaar leverde nog een finaleplaats in Tokio op, maar aan het eind van het seizoen was zij gezakt naar de vierde plaats.

### 2013
Radwańska maakte een zeer sterke start in het Australische seizoen, met twee achtereenvolgende titels in Auckland (de finale gewonnen van Yanina Wickmayer) en Sydney (winst op Dominika Cibulková). Op het Australian Open bereikte zij de kwartfinale die zij in de derde set verloor van de latere finaliste Li Na. Op het Premier Five-toernooi van Doha vond zij in de halve finale haar weg versperd door alweer Viktoryja Azarenka. Ook op het Premier Mandatory-toernooi van Miami wist Radwańska tot de halve finale te reiken – ditmaal verloor zij van Serena Williams. Op Roland Garros bracht winst op Ana Ivanović haar in de kwartfinale, waar de Italiaanse Sara Errani haar te snel af was. Op Wimbledon kon zij revanche nemen op Li Na en doorstoten naar de halve finale – daar moest zij in de derde set de duimen leggen voor de Duitse Sabine Lisicki. Een nieuwe finaleplaats bereikte zij eind juli in Stanford, waar de Slowaakse Dominika Cibulková revanche nam. Na een vierderondeplaats op het US Open wist zij de titel te pakken op het toernooi van Seoel. Op de eindejaarskampioenschappen evenwel verloor zij teleurstellend al haar groepswedstrijden. Terwijl zij het grootste deel van het jaar zich op de vierde plaats had weten te handhaven, viel zij nu terug naar de vijfde positie op de WTA-ranglijst.

### 2014
Behalve een verliespartij in Sydney (waar Radwańska het hoofd moest buigen voor kwalificante Bethanie Mattek-Sands) had zij alleen de Hopman Cup (waar zij met Grzegorz Panfil de finale bereikte) ter voorbereiding op het Australian Open. In Melbourne trad zij als vijfde reekshoofd in het strijdperk – zij wist door een zege over de als tweede geplaatste Viktoryja Azarenka de halve finale te bereiken. Dit resultaat bracht haar terug naar de vierde plek op de wereldranglijst, ten koste van Maria Sjarapova die al in de vierde ronde was gesneuveld. Door het instorten van Azarenka steeg Radwańska in februari naar de derde positie op de WTA-ranglijst. Op het Premier Mandatory-toernooi van Indian Wells wist zij onder meer Simona Halep (WTA-7) en Jelena Janković (WTA-8) te verschalken, en daarmee een finaleplaats te veroveren – in de eindstrijd moest Radwańska de titel laten aan Flavia Pennetta (WTA-21). Dankzij haar deelname aan het Poolse Fed Cup-team promoveerde Polen van Wereldgroep II in 2014 naar Wereldgroep I in 2015. In het gravelseizoen presteerde zij matig, met niet meer dan een derde ronde op Roland Garros, waarmee zij weer naar de vierde plaats zakte, gepasseerd door Simona Halep. Met een uitschakeling in de vierde ronde op Wimbledon werd zij gepasseerd door Petra Kvitová en zakte naar de vijfde positie. Het Amerikaanse hardcourtseizoen bracht Radwańska haar veertiende WTA-titel, op het Premier Five-toernooi van Montréal, waar zij in de finale Venus Williams in twee sets versloeg. Op het US Open kon zij echter al na de tweede ronde huiswaarts keren. Voor deelname aan de eindejaarskampioenschappen was haar, intussen tot plek zes gereduceerde, plaatsing op de wereldranglijst voldoende. Hoewel zij slechts een van haar groepswedstrijden won, plaatste zij zich voor de halve finale die zij evenwel niet wist te winnen van Simona Halep. Radwańska eindigde het tennisseizoen op de zesde plaats.

### 2015
Radwańska startte het jaar op de Hopman Cup; ook dit jaar bereikte zij de finale, deze keer met Jerzy Janowicz aan haar zijde – in tegenstelling tot het jaar ervoor eiste zij namens Polen de titel op, door winst op de Amerikanen Serena Williams en John Isner. Na een korte opwarming in Sydney bereikte zij de vierde ronde op het Australian Open 2015, een minder resultaat dan de vier voorafgaande jaren. Op de toernooien in februari en maart haalde zij alleen in Miami de vierde ronde. Voor het thuispubliek van Katowice bereikte zij de halve finale, waarin zij werd geklopt door de Italiaanse Camila Giorgi. Het gravelseizoen was geen succes – inmiddels gezakt naar de veertiende plaats op de wereldranglijst, werd zij op Roland Garros al in de eerste ronde uitgeschakeld, door de Duitse Annika Beck. Op het Britse gras verliepen de zaken voorspoediger: na een finaleplaats in Eastbourne (die zij verloor van Belinda Bencic) bereikte Radwańska op Wimbledon de halve finale. Het Noord-Amerikaanse hardcourtseizoen leverde enkele kwartfinales op, maar slechts een derderondeplaats op het US Open. Voor het eerst sinds ruim een jaar won zij weer een WTA-titel, op het toernooi van Tokio, waarbij zij tevens revanche nam op Belinda Bencic voor de verloren finale in Eastbourne. Aan het eind van het tennisseizoen won zij haar grootste titel tot dusverre: het officieuze wereldkampioenschap van het vrouwentennis. Zij eindigde het tennisseizoen op de vijfde plaats.

### 2016
Op haar eerste toernooi van het jaar, in Shenzhen, eiste Radwańska al meteen de titel op. Op het Australian Open bereikte zij de halve finale, waar Serena Williams te sterk voor haar was. Ook op de grote toernooien van Doha (februari) en Indian Wells (maart) wist zij tot de halve finale door te dringen. Dit bracht haar terug op de tweede plaats van de ranglijst. Op het tweede grandslamtoernooi van het seizoen, Roland Garros, werd zij in de vierde ronde geklopt, door Tsvetana Pironkova (WTA-102). Ook op Wimbledon was de vierde ronde haar eindstation, waar Radwańska in een lange partij het hoofd moest buigen voor Dominika Cibulková (WTA-18). Inmiddels was zij gezakt naar de vierde plaats op de wereldranglijst. Tijdens de US Open Series deed zij goede zaken: de verdiende punten in Montréal (laatste 16), Cincinnati (kwartfinale) en New Haven (winst) leverden haar de eerste plaats op in het eindklassement van de US Open Series 2016. Op het laatste Premier Mandatorytoernooi van het jaar, in Peking, won Radwańska haar twintigste enkelspeltitel – in de finale versloeg zij Johanna Konta (WTA-13). Door haar derde plaats op de wereldranglijst mocht zij meedoen aan de eindejaarskampioenschappen in Singapore – door twee winstpartijen in de groepsfase ging zij door naar de halve finale, waarin zij niet opgewassen was tegen de nummer één, Angelique Kerber.

## Palmares
| Legenda                | Legenda                  |
| ---------------------- | ------------------------ |
| Grandslamtoernooi      |                          |
| Olympische Spelen      |                          |
| Year-End Championships |                          |
| tot 2009               | 2009 – 2020 / vanaf 2021 |
| Tier I                 | Premier Mandatory        |
| Tier II                | Premier Five / WTA 1000  |
| Tier III               | Premier / WTA 500        |
| Tier IV & V            | International / WTA 250  |
|                        | Challenger / WTA 125     |

### Overwinningen op een regerend nummer 1
Radwańska heeft tweemaal een partij tegen een op dat ogenblik heersend leider van de wereldranglijst gewonnen:
| nr. | datum      | toernooi   | ronde       | tegenstandster     | score         |         |
| --- | ---------- | ---------- | ----------- | ------------------ | ------------- | ------- |
| 1.  | 2012-01-11 | WTA Sydney | kwartfinale | Caroline Wozniacki | 3-6, 7-5, 6-2 | details |
| 2.  | 2018-03-24 | WTA Miami  | derde ronde | Simona Halep       | 3-6, 6-2, 6-3 | details |

### WTA-finaleplaatsen enkelspel
| nr.              | finale     | toernooi         | ondergrond    | tegenstandster              | score         |         |
| ---------------- | ---------- | ---------------- | ------------- | --------------------------- | ------------- | ------- |
| gewonnen finales |            |                  |               |                             |               |         |
| 1.               | 2007-08-05 | WTA Stockholm    | hardcourt     | Vera Doesjevina             | 6-1, 6-1      | details |
| 2.               | 2008-02-10 | WTA Pattaya      | hardcourt     | Jill Craybas                | 6-2, 1-6, 7-6 | details |
| 3.               | 2008-05-24 | WTA Istanbul     | gravel        | Jelena Dementjeva           | 6-3, 6-2      | details |
| 4.               | 2008-06-21 | WTA Eastbourne   | gras          | Nadja Petrova               | 6-4, 6-7, 6-4 | details |
| 5.               | 2011-08-07 | WTA Carlsbad     | hardcourt     | Vera Zvonarjova             | 6-3, 6-4      | details |
| 6.               | 2011-10-01 | WTA Tokio        | hardcourt     | Vera Zvonarjova             | 6-3, 6-2      | details |
| 7.               | 2011-10-09 | WTA Peking       | hardcourt     | Andrea Petković             | 7-5, 0-6, 6-4 | details |
| 8.               | 2012-02-26 | WTA Dubai        | hardcourt     | Julia Görges                | 7-5, 6-4      | details |
| 9.               | 2012-03-31 | WTA Miami        | hardcourt     | Maria Sjarapova             | 7-5, 6-4      | details |
| 10.              | 2012-05-26 | WTA Brussel      | gravel        | Simona Halep                | 7-5, 6-0      | details |
| 11.              | 2013-01-05 | WTA Auckland     | hardcourt     | Yanina Wickmayer            | 6-4, 6-4      | details |
| 12.              | 2013-01-11 | WTA Sydney       | hardcourt     | Dominika Cibulková          | 6-0, 6-0      | details |
| 13.              | 2013-09-22 | WTA Seoel        | hardcourt     | Anastasija Pavljoetsjenkova | 6-7, 6-3, 6-4 | details |
| 14.              | 2014-08-10 | WTA Montréal     | hardcourt     | Venus Williams              | 6-4, 6-2      | details |
| 15.              | 2015-09-27 | WTA Tokio        | hardcourt     | Belinda Bencic              | 6-2, 6-2      | details |
| 16.              | 2015-10-18 | WTA Tianjin      | hardcourt     | Danka Kovinić               | 6-1, 6-2      | details |
| 17.              | 2015-11-01 | WTA Finals       | hardcourt (i) | Petra Kvitová               | 6-2, 4-6, 6-3 | details |
| 18.              | 2016-01-09 | WTA Shenzhen     | hardcourt     | Alison Riske                | 6-3, 6-2      | details |
| 19.              | 2016-08-27 | WTA New Haven    | hardcourt     | Elina Svitolina             | 6-1, 7-6      | details |
| 20.              | 2016-10-09 | WTA Peking       | hardcourt     | Johanna Konta               | 6-4, 6-2      | details |
| verloren finales |            |                  |               |                             |               |         |
| 1.               | 2009-10-11 | WTA Peking       | hardcourt     | Svetlana Koeznetsova        | 2-6, 4-6      | details |
| 2.               | 2010-08-08 | WTA San Diego    | hardcourt     | Svetlana Koeznetsova        | 4-6, 7-6, 3-6 | details |
| 3.               | 2012-07-07 | Wimbledon        | gras          | Serena Williams             | 1-6, 7-5, 2-6 | details |
| 4.               | 2012-09-29 | WTA Tokio        | hardcourt     | Nadja Petrova               | 0-6, 6-1, 3-6 | details |
| 5.               | 2013-07-28 | WTA Stanford     | hardcourt     | Dominika Cibulková          | 6-3, 4-6, 4-6 | details |
| 6.               | 2014-03-16 | WTA Indian Wells | hardcourt     | Flavia Pennetta             | 2-6, 1-6      | details |
| 7.               | 2015-06-27 | WTA Eastbourne   | gras          | Belinda Bencic              | 4-6, 6-4, 0-6 | details |
| 8.               | 2017-01-13 | WTA Sydney       | hardcourt     | Johanna Konta               | 4-6, 2-6      | details |

### WTA-finaleplaatsen vrouwendubbelspel
| nr.              | finale     | toernooi        | ondergrond | partner            | tegenstandsters            | score            |         |
| ---------------- | ---------- | --------------- | ---------- | ------------------ | -------------------------- | ---------------- | ------- |
| gewonnen finales |            |                 |            |                    |                            |                  |         |
| 1.               | 2007-05-26 | WTA Istanbul    | gravel     | Urszula Radwańska  | Chan Yung-jan Sania Mirza  | 6-1, 6-3         | details |
| 2.               | 2011-04-03 | WTA Miami       | hardcourt  | Daniela Hantuchová | Liezel Huber Nadja Petrova | 7-6, 2-6, [10-8] | details |
| verloren finales |            |                 |            |                    |                            |                  |         |
| 1.               | 2009-02-21 | WTA Dubai       | hardcourt  | Maria Kirilenko    | Cara Black Liezel Huber    | 3-6, 3-6         | details |
| 2.               | 2009-08-09 | WTA Los Angeles | hardcourt  | Maria Kirilenko    | Chuang Chia-jung Yan Zi    | 0-6, 6-4, [7-10] | details |

### WTA-finaleplaatsen gemengd dubbelspel
| nr.              | finale     | toernooi   | ondergrond    | partner         | tegenstanders                   | score |         |
| ---------------- | ---------- | ---------- | ------------- | --------------- | ------------------------------- | ----- | ------- |
| gewonnen finales |            |            |               |                 |                                 |       |         |
| 1.               | 2015-01-10 | Hopman Cup | hardcourt (i) | Jerzy Janowicz  | Serena Williams John Isner      | 2–1   | details |
| verloren finales |            |            |               |                 |                                 |       |         |
| 1.               | 2014-01-04 | Hopman Cup | hardcourt (i) | Grzegorz Panfil | Alizé Cornet Jo-Wilfried Tsonga | 1–2   | details |

### Gewonnen ITF-toernooien enkelspel
| nr. | finale     | toernooi | ondergrond | tegenstandster in finale | score    | dotatie   |
| --- | ---------- | -------- | ---------- | ------------------------ | -------- | --------- |
| 1.  | 2005-06-12 | Warschau | gravel     | Oksana Teplyakova        | 6-1, 6-3 | $ 10.000  |
| 2.  | 2007-07-15 | Biella   | gravel     | Karin Knapp              | 6-3, 6-3 | $ 100.000 |

### Gewonnen ITF-toernooien dubbelspel
| nr. | finale     | toernooi         | ondergrond | partner           | tegenstandsters in finale            | score    | dotatie  |
| --- | ---------- | ---------------- | ---------- | ----------------- | ------------------------------------ | -------- | -------- |
| 1.  | 2005-08-14 | Gdynia           | gravel     | Urszula Radwańska | Katerina Avdiyenko Natalia Bogdanova | 6-1, 6-1 | $ 10.000 |
| 2.  | 2005-08-21 | Kędzierzyn-Koźle | gravel     | Urszula Radwańska | Renata Voráčová Sandra Záhlavová     | 6-1, 6-4 | $ 25.000 |

## Resultaten grote toernooien
| Legenda | Legenda                          |
| ------- | -------------------------------- |
| g.t.    | geen toernooi gehouden           |
| l.c.    | lagere categorie                 |
| –       | niet deelgenomen                 |
| G       | uitgeschakeld in de groepsfase   |
| 1R      | uitgeschakeld in de eerste ronde |
| 2R      | uitgeschakeld in de tweede ronde |
| 3R      | uitgeschakeld in de derde ronde  |
| 4R      | uitgeschakeld in de vierde ronde |
| KF      | uitgeschakeld in de kwartfinale  |
| HF      | uitgeschakeld in de halve finale |
| F       | de finale verloren               |
| W       | het toernooi gewonnen            |
| w-v     | winst/verlies-balans             |

### Enkelspel
| toernooi            | 2006 | 2007 | 2008 | 2009 | 2010 | 2011 | 2012 | 2013 | 2014 | 2015 | 2016 | 2017 | 2018 |
| ------------------- | ---- | ---- | ---- | ---- | ---- | ---- | ---- | ---- | ---- | ---- | ---- | ---- | ---- |
| grandslamtoernooien |      |      |      |      |      |      |      |      |      |      |      |      |      |
| Australian Open     | –    | 2R   | KF   | 1R   | 3R   | KF   | KF   | KF   | HF   | 4R   | HF   | 2R   | 3R   |
| Roland Garros       | –    | 1R   | 4R   | 4R   | 2R   | 4R   | 3R   | KF   | 3R   | 1R   | 4R   | 3R   | –    |
| Wimbledon           | 4R   | 3R   | KF   | KF   | 4R   | 2R   | F    | HF   | 4R   | HF   | 4R   | 4R   | 2R   |
| US Open             | 2R   | 4R   | 4R   | 2R   | 2R   | 2R   | 4R   | 4R   | 2R   | 3R   | 4R   | 3R   | 1R   |
| Premier Mandatory   |      |      |      |      |      |      |      |      |      |      |      |      |      |
| Indian Wells        | –    | 2R   | KF   | KF   | HF   | 4R   | KF   | 4R   | F    | 3R   | HF   | 3R   | 2R   |
| Miami               | –    | 4R   | 2R   | 4R   | KF   | KF   | W    | HF   | KF   | 4R   | 4R   | 3R   | 4R   |
| Madrid              | l.c. | l.c. | l.c. | 1R   | 2R   | 2R   | HF   | 2R   | HF   | 3R   | 1R   | –    | –    |
| Peking              | l.c. | l.c. | l.c. | F    | 1R   | W    | KF   | HF   | 2R   | HF   | W    | 3R   | –    |
| Premier Five        |      |      |      |      |      |      |      |      |      |      |      |      |      |
| Dubai/Doha          | l.c. | l.c. | HF   | 1R   | HF   | KF   | HF   | HF   | HF   | 3R   | HF   | 3R   | 2R   |
| Rome                | –    | 1R   | 3R   | KF   | 3R   | 2R   | 2R   | 2R   | KF   | –    | –    | –    | –    |
| Montréal/Toronto    | –    | –    | –    | KF   | 3R   | HF   | KF   | HF   | W    | KF   | 3R   | 1R   | –    |
| Cincinnati          | –    | –    | –    | 2R   | 3R   | –    | KF   | KF   | KF   | 1R   | KF   | 1R   | 1R   |
| Tokio/Wuhan         | –    | –    | KF   | HF   | KF   | W    | F    | KF   | 2R   | 1R   | KF   | 3R   | –    |
| olympisch           |      |      |      |      |      |      |      |      |      |      |      |      |      |
| Olympische Spelen   | g.t. | g.t. | 2R   | g.t. | g.t. | g.t. | 1R   | g.t. | g.t. | g.t. | 1R   | g.t. | g.t. |
| statistieken        |      |      |      |      |      |      |      |      |      |      |      |      |      |
| titels per jaar     | 0    | 1    | 3    | 0    | 0    | 3    | 3    | 3    | 1    | 3    | 3    | 0    | 0    |
| eindejaarsranking   | 57   | 26   | 10   | 10   | 14   | 8    | 4    | 5    | 6    | 5    | 3    | 28   | 76   |

### Dubbelspel
| toernooi            | 2007 | 2008 | 2009 | 2010 | 2011 | 2012 |
| ------------------- | ---- | ---- | ---- | ---- | ---- | ---- |
| grandslamtoernooien |      |      |      |      |      |      |
| Australian Open     | 1R   | 1R   | 2R   | HF   | 3R   | 3R   |
| Roland Garros       | 3R   | 1R   | KF   | KF   | 1R   | 2R   |
| Wimbledon           | 3R   | 2R   | 1R   | 2R   | 3R   | 3R   |
| US Open             | 2R   | 1R   | 1R   | 3R   | HF   | –    |
| Premier Mandatory   |      |      |      |      |      |      |
| Indian Wells        | –    | KF   | 1R   | KF   | HF   | –    |
| Miami               | –    | 1R   | 1R   | KF   | W    | 2R   |
| Madrid              | –    | –    | –    | KF   | 1R   | 1R   |
| Peking              | –    | –    | –    | –    | KF   | –    |
| Premier Five        |      |      |      |      |      |      |
| Dubai/Doha          | l.c. | KF   | F    | 2R   | KF   | 2R   |
| Rome                | –    | KF   | 2R   | –    | 2R   | –    |
| Montréal/Toronto    | –    | –    | 2R   | 2R   | –    | –    |
| Cincinnati          | –    | –    | –    | –    | –    | –    |
| Tokio/Wuhan         | –    | 1R   | –    | –    | –    | –    |
| olympisch           |      |      |      |      |      |      |
| Olympische Spelen   | g.t. | 1R   | g.t. | g.t. | g.t. | 2R   |
| statistieken        |      |      |      |      |      |      |
| titels per jaar     | 1    | 0    | 0    | 0    | 1    | 0    |
| eindejaarsranking   | 71   | 60   | 46   | 27   | 16   | 100  |

### Gemengd dubbelspel
| toernooi        | 2007 |
| --------------- | ---- |
| Australian Open | –    |
| Roland Garros   | –    |
| Wimbledon       | 1R   |
| US Open         | KF   |